# Corymbia gummifera
Corymbia gummifera là một loài thực vật có hoa trong Họ Đào kim nương. Loài này được (Gaertn.) K.D.Hill & L.A.S.Johnson mô tả khoa học đầu tiên năm 1995.

## Hình ảnh

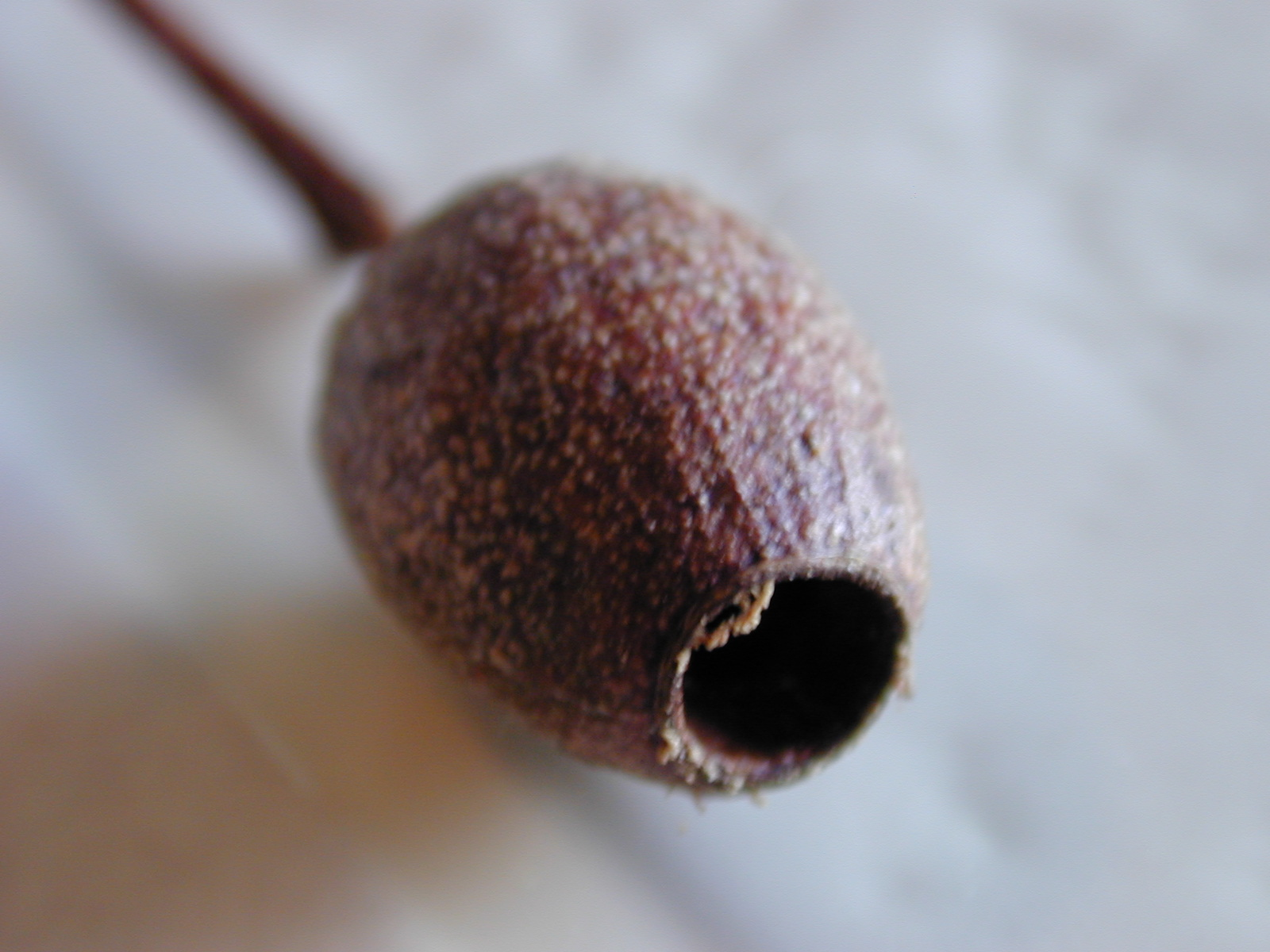
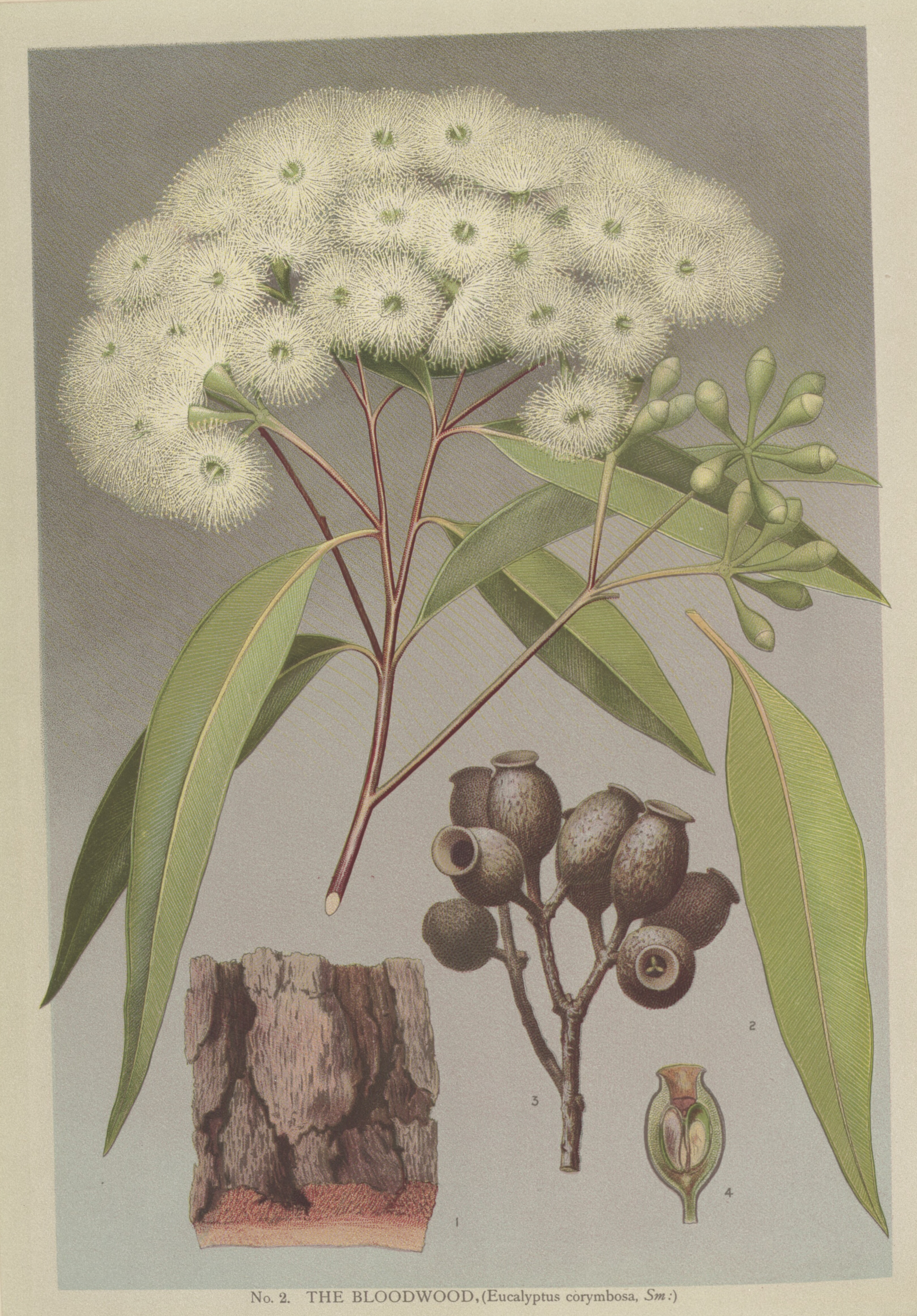
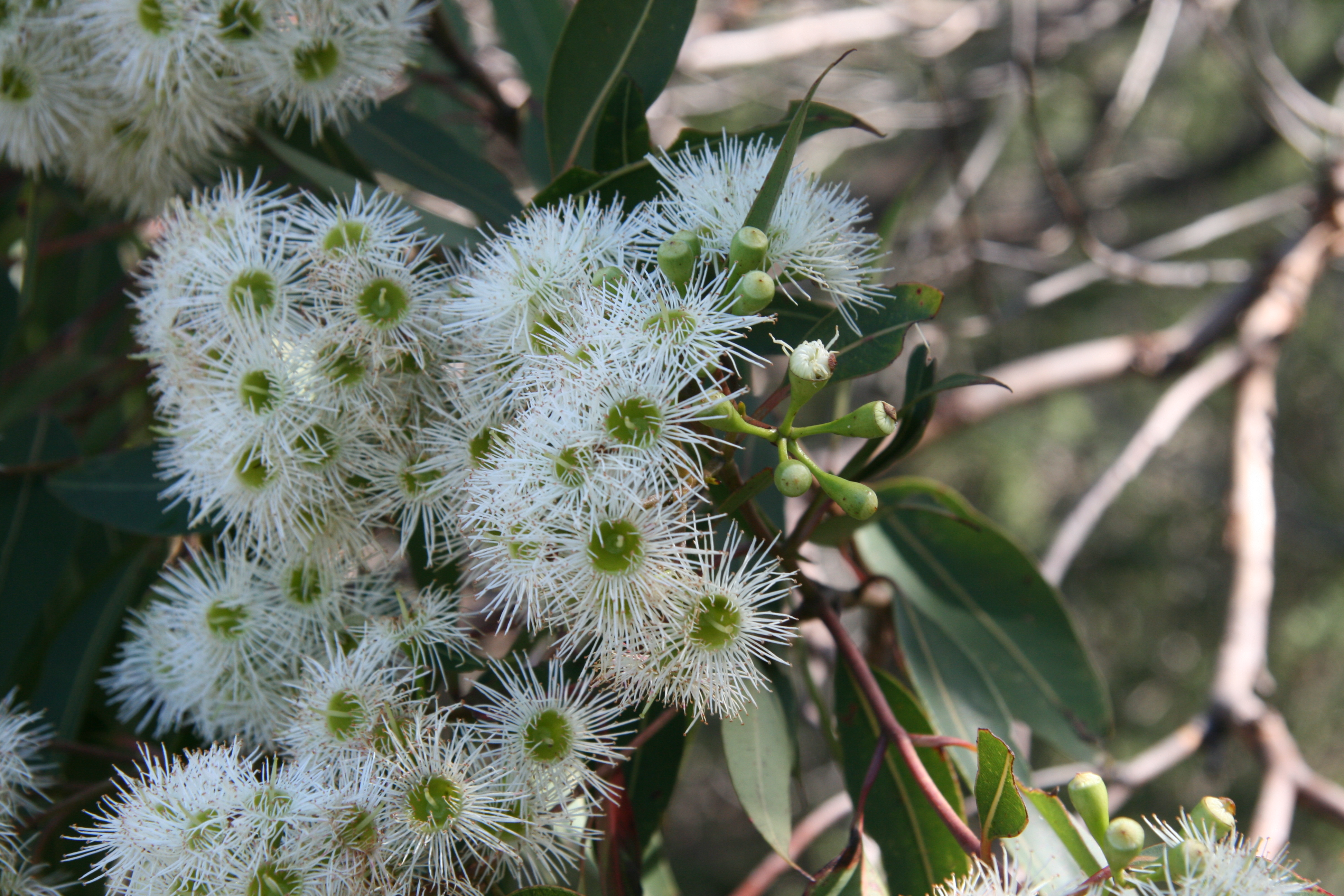
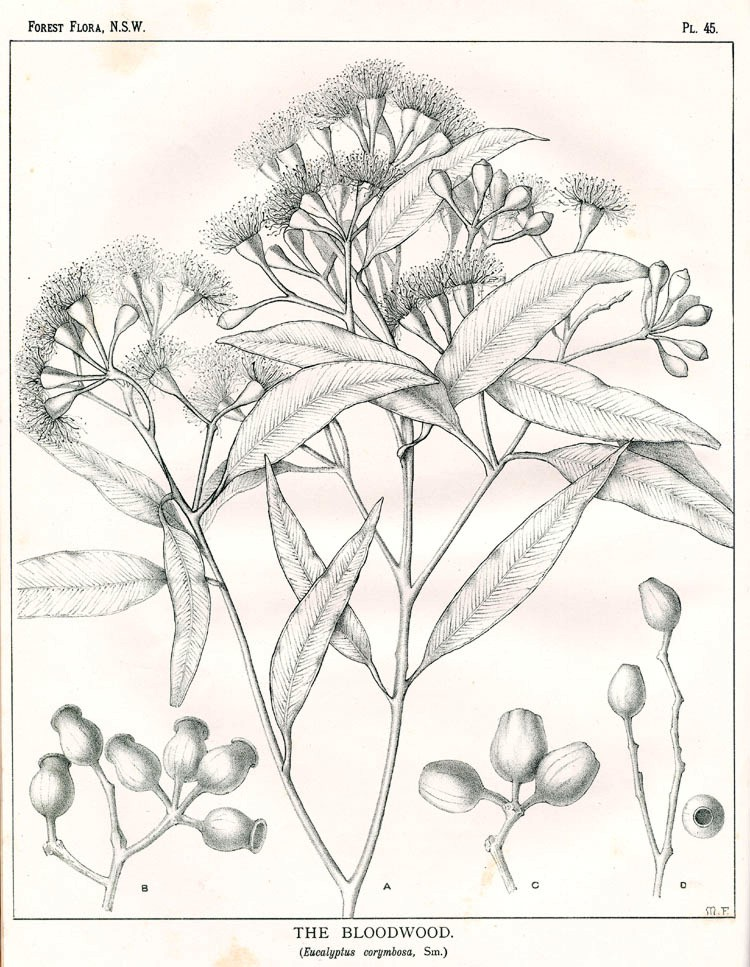